# Xuân Lai, Thọ Xuân
Xuân Lai là một xã thuộc huyện Thọ Xuân, tỉnh Thanh Hóa, Việt Nam.

## Lịch sử
Trước năm 1953, địa bàn xã Xuân Lai ngày nay vốn thuộc xã Minh Nghĩa (thuộc huyện Thọ Xuân).
Tháng 10 năm 1953, xã Minh Nghĩa được chia thành 3 xã Xuân Lai, Xuân Minh và Xuân Lập.

## Địa lý
Xã Xuân Lai nằm ở phía đông bắc huyện Thọ Xuân bên bờ tả sông Chu, có vị trí địa lý:
- Phía đông giáp xã Trường Xuân
- Phía tây giáp xã Phú Xuân
- Phía nam giáp thị trấn Thọ Xuân và xã Xuân Hồng với ranh giới tự nhiên là sông Chu
- Phía bắc giáp các xã Xuân Lập và Xuân Minh.

Xã Xuân Lai có diện tích tự nhiên 5,32 km², dân số năm 2019 là 5.573 người, mật độ dân số đạt 1.048 người/km².

## Hành chính
Xã Xuân Lai được chia thành 7 thôn, đánh số từ 1 đến 7.